# بيتر بوتشان
بيتر بوتشان (بالإنجليزية: Angus Buchan)‏ هو فلاح جنوب أفريقي، ولد في 5 أغسطس 1947 في رودسيا الشمالية.

## وصلات خارجية
- الموقع الرسمي
- بيتر بوتشان على موقع IMDb (الإنجليزية)
- بيتر بوتشان على موقع قاعدة بيانات الفيلم (الإنجليزية)